# Mistrz
Mistrz – tytuł przyznawany osobie, która osiągnęła najwyższy stopień wiedzy lub umiejętności w danej dziedzinie; ciesząca się swoistym autorytetem i będąca wzorem do naśladowania (nauczyciel, guru) dzięki czemu posiada pozycję/stanowisko, które wyróżnia ją spośród ogółu.
Odpowiednikiem żeńskiego tytułu jest mistrzyni, rzadziej miss.

## Rzemiosło
Mistrz rzemiosła – najwyższy stopień kształcenia zawodowego, o który mogą się ubiegać osoby posiadające:
- tytuł czeladnika
- 6-letnie doświadczenie zawodowe
- które ukończyły co najmniej szkołę zawodową

Po ukończeniu kursu pedagogicznego dla mistrzów instruktorów praktycznej nauki zawodu, mistrz ma prawo do szkolenia uczniów w zakładzie rzemieślniczym Egzaminy mistrzowskie przeprowadzają komisje egzaminacyjne izb rzemieślniczych.
Dawniej: uprawniał do prowadzenia własnego warsztatu, np. mistrz kowalstwa. Osoby posiadające ten tytuł mają prawo do kształcenia uczniów, którzy w dawniej nosili miano terminatorów. Uwaga: terminy terminator stosowane w biologii i elektronice, czy też filmowy Terminator mają natomiast zupełnie inną etymologię, wywodząc się od łac. terminus oznaczającego koniec.

## Zakon rycerski
Mistrz, to także tytuł, który w dawnych czasach nadawany był przełożonemu w niektórych zakonach rycerskich. Był to zazwyczaj wysoki dostojnik na poziomie danego regionu, tzw. mistrz krajowy, jak również urzędnik pracujący w administracji danego zgromadzenia.

## Masoneria
Mistrz, to również wolnomularz, który osiągnął trzeci stopień wtajemniczenia. Wymagane są do tego przejście tajemnych rytuałów, w czasie których zdradzane są pewne tajemnice oraz przekazywane słowa konieczne do komunikacji między braćmi oraz gesty pozwalające ich rozpoznać. Kandydat na mistrza składa także przysięgę, w której zobowiązuje się zachować w tajemnicy wszelkie informacje uzyskane w loży. Oficjalnie karą za złamanie tej przysięgi jest śmierć, ale dziś jest to bardziej element tradycji niż realnych zasad.

## Zakłady pracy
Mianem mistrza określa się także doświadczonego pracownika w przemyśle, który sprawuje nadzór nad grupą robotników. Powszechnie stosuje się zgermanizowane określenie '„majster” (z niem. Meister).

## Stopnie naukowe
W średniowiecznej Polsce, mistrz (łac. magister) był stopniem naukowym (obecnie tytuł zawodowy), który był wyższy od stopnia bakałarza.

## Sport

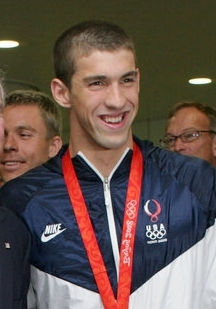
Michael Phelps, dwudziestotrzykrotny mistrz olimpijski (do 2016 r.), największy mistrz wszech czasów w historii igrzysk nowożytnych

W dzisiejszych czasach tytuł mistrza, czempiona (ang. Champion) najczęściej stosuje się w sporcie, gdzie może zdobyć go zawodnik, który w danej dyscyplinie sportowej osiągnął najlepszy wynik, w konfrontacji z innymi, podczas zawodów sportowych określanych mianem mistrzostw. W zależności od rangi i zasięgu spotkania możemy rozróżnić mistrzostwa (i zarazem mistrzów): kraju, kontynentu lub świata. W wielu przypadkach stosuje się dodatkowe rozróżnienia na podstawie wieku zawodników, np. mistrzostwa (mistrz) juniorów lub seniorów. Innymi zawodami porównywalnymi rangą do mistrzostw świata są igrzyska olimpijskie, gdzie zawodnicy zdobywają tytuł mistrza olimpijskiego. Można jednak spotkać się również z różnego rodzaju organizacjami sportowymi, które przyznają tytuł mistrza na podstawie swoich własnych regulaminów i osiągnięć podczas zamkniętych imprez, tylko dla osób z członkostwem. Dzieje się tak m.in. w boksie zawodowym. Międzynarodowa organizacja boksu zawodowego WBA nadaje oprócz „zwykłego” tytułu mistrza świata (ang. World Champion), także tytuł superczempiona (ang. Super World Champion).